# Вольтат
Во́льтат (нем. Wohlthat) — горный массив к востоку от горного массива Орвин на территории Земли Королевы Мод в Антарктиде.
Название Вольтат нанесено на карту Антарктиды во времена экспедиций Третьего рейха (Новая Швабия), по инициативе Геринга, который предложил увековечить имя организатора экспедиции Гельмута Вольтата.
Начиная с 1960 года советские антарктические экспедиции занимались исследованием горного района Земли Королевы Мод. При детальном изучении массива Вольтат и гор Мюлин-Гофман, выявилась целесообразность в присвоении названий некоторым безымянным географическим объектам. Новые наименования были предложены членами Советской антарктической экспедиции и затем дополнены в Арктическом и Антарктическом научно-исследовательском институте геологии Арктики и Государственном проектно-конструкторском и научно-исследовательском институте морского транспорта. Среди них — скала Быстрова (71°47′ ю. ш. 12°34′ в. д.), нанесённая на карту в 1961 году.
В январе-феврале 2003 года российская экспедиция «Антарктида — Россия 2003» покорила несколько безымянных горных вершин в массиве Вольтат. Среди первопроходцев Фойгт, Александр Вадимович. После этого на карте Земли Королевы Мод появились новые географические названия:
- гора Гордиенко (71°19,60′ ю. ш. 12°37,50′ в. д.HGЯO)
- гора Николая Волкова (71°47′ ю. ш. 11°23,30′ в. д.HGЯO)
- гора Острекина (71°30,30′ ю. ш. 12°46,90′ в. д.HGЯO)
- гора Сенько (71°25,20′ ю. ш. 12°46,80′ в. д.HGЯO)
- гора Георгия Жукова (71°36,40′ ю. ш. 12°37′ в. д.HGЯO)
- гора Святых Бориса и Глеба (71°34,20′ ю. ш. 12°37,10′ в. д.HGЯO)
- гора Святого Владимира 71°35,70′ ю. ш. 12°39,50′ в. д.HGЯO)

Двухметровый православный крест был воздвигнут на вершине пика Святых Бориса и Глеба.